# Coelichneumon obscuratus
Coelichneumon obscuratus är en stekelart som beskrevs av Heinrich 1961. Coelichneumon obscuratus ingår i släktet Coelichneumon och familjen brokparasitsteklar. Inga underarter finns listade i Catalogue of Life.